# Eleições parlamentares europeias de 2009 no distrito de Aveiro
| Eleições parlamentares europeias de 2009 em Portugal Distritos: Aveiro \| Beja \| Braga \| Bragança \| Castelo Branco \| Coimbra \| Évora \| Faro \| Guarda \| Leiria \| Lisboa \| Portalegre \| Porto \| Santarém \| Setúbal \| Viana do Castelo \| Vila Real \| Viseu \| Açores \| Madeira \| Estrangeiro |

## Resultados por concelho
Os resultados nos concelhos do Distrito de Aveiro foram os seguintes:

### Águeda
| Partido                 | Partido                        | Votos  | %               | +/-   |
| ----------------------- | ------------------------------ | ------ | --------------- | ----- |
|                         | Partido Social Democrata       | 5 217  | 35,96 / 100,00  | -     |
|                         | Partido Socialista             | 3 677  | 25,35 / 100,00  | 17,21 |
|                         | Partido Popular                | 1 643  | 11,33 / 100,00  | -     |
|                         | Bloco de Esquerda              | 1 259  | 8,68 / 100,00   | 5,80  |
|                         | Coligação Democrática Unitária | 752    | 5,18 / 100,00   | 1,51  |
|                         | Movimento Esperança Portugal   | 234    | 1,61 / 100,00   | Novo  |
|                         | Outros                         | 477    | 3,28 / 100,00   |       |
| Votos Inválidos         | Votos Inválidos                | 1 248  | 8,60 / 100,00   | 4,31  |
| Total                   | Total                          | 14 507 | 100,00 / 100,00 |       |
| Eleitorado/Participação | Eleitorado/Participação        | 44 612 | 32,52 / 100,00  | 1,33  |

| Freguesia            | %                     | %                     | %                     | %                     | %                     | %                     | Votantes              |
| Freguesia            | PSD                   | PS                    | PP                    | BE                    | CDU                   | MEP                   | Votantes              |
| -------------------- | --------------------- | --------------------- | --------------------- | --------------------- | --------------------- | --------------------- | --------------------- |
| Agadão               | 54,93                 | 19,01                 | 11,27                 | 3,52                  | 2,82                  | 1,41                  | 142                   |
| Aguada de Baixo      | 39,21                 | 20,50                 | 16,19                 | 6,65                  | 1,80                  | 5,04                  | 556                   |
| Aguada de Cima       | 41,79                 | 24,50                 | 11,14                 | 6,72                  | 3,27                  | 1,06                  | 1 041                 |
| Águeda               | 32,45                 | 27,29                 | 9,68                  | 9,91                  | 6,88                  | 1,78                  | 3 430                 |
| Barrô                | 43,33                 | 23,98                 | 8,70                  | 7,16                  | 1,16                  | 1,55                  | 517                   |
| Belazaima do Chão    | 35,40                 | 33,19                 | 6,19                  | 3,98                  | 2,65                  | 0,88                  | 226                   |
| Borralha             | 28,79                 | 29,62                 | 13,74                 | 8,65                  | 4,62                  | 1,42                  | 844                   |
| Castanheira do Vouga | Votação não realizada | Votação não realizada | Votação não realizada | Votação não realizada | Votação não realizada | Votação não realizada | Votação não realizada |
| Espinhel             | 32,17                 | 29,61                 | 9,15                  | 10,36                 | 5,25                  | 1,62                  | 743                   |
| Fermentelos          | 53,91                 | 8,01                  | 18,66                 | 6,50                  | 3,02                  | 1,32                  | 1 061                 |
| Lamas do Vouga       | 35,96                 | 34,65                 | 8,77                  | 8,77                  | 3,95                  | 0,88                  | 228                   |
| Macieira de Alcoba   | 58,33                 | 12,50                 | 14,58                 | 8,33                  | 0                     | 0                     | 48                    |
| Macinhata do Vouga   | 36,29                 | 23,53                 | 10,43                 | 8,55                  | 6,10                  | 1,11                  | 901                   |
| Óis da Ribeira       | 36,36                 | 29,55                 | 10,71                 | 8,77                  | 2,27                  | 0,65                  | 308                   |
| Préstimo             | 32,37                 | 19,50                 | 14,52                 | 12,03                 | 9,96                  | 1,66                  | 241                   |
| Recardães            | 33,11                 | 27,74                 | 10,36                 | 9,31                  | 3,93                  | 1,06                  | 1 042                 |
| Segadães             | 27,42                 | 27,42                 | 21,94                 | 8,71                  | 4,52                  | 1,94                  | 310                   |
| Travassô             | 38,27                 | 26,83                 | 13,32                 | 7,13                  | 3,19                  | 1,69                  | 533                   |
| Trofa                | 33,73                 | 26,41                 | 8,43                  | 9,45                  | 8,25                  | 1,76                  | 1 079                 |
| Valongo do Vouga     | 31,03                 | 28,16                 | 9,63                  | 9,63                  | 7,16                  | 1,67                  | 1 257                 |
| Águeda               | 35,96                 | 25,35                 | 11,33                 | 8,68                  | 5,18                  | 1,61                  | 14 507                |

### Albergaria-a-Velha
| Partido                 | Partido                        | Votos  | %               | +/-   |
| ----------------------- | ------------------------------ | ------ | --------------- | ----- |
|                         | Partido Social Democrata       | 2 906  | 38,39 / 100,00  | -     |
|                         | Partido Socialista             | 1 515  | 20,02 / 100,00  | 16,99 |
|                         | Partido Popular                | 1 191  | 15,74 / 100,00  | -     |
|                         | Bloco de Esquerda              | 656    | 8,67 / 100,00   | 5,09  |
|                         | Coligação Democrática Unitária | 374    | 4,94 / 100,00   | 1,92  |
|                         | Movimento Esperança Portugal   | 95     | 1,26 / 100,00   | Novo  |
|                         | PCTP/MRPP                      | 80     | 1,06 / 100,00   | 0,28  |
|                         | Outros                         | 164    | 2,17 / 100,00   |       |
| Votos Inválidos         | Votos Inválidos                | 588    | 7,77 / 100,00   | 3,07  |
| Total                   | Total                          | 7 569  | 100,00 / 100,00 |       |
| Eleitorado/Participação | Eleitorado/Participação        | 22 491 | 33,65 / 100,00  | 1,82  |

| Freguesia          | %     | %     | %     | %     | %    | %    | %    | Votantes |
| Freguesia          | PSD   | PS    | PP    | BE    | CDU  | MEP  | PCTP | Votantes |
| ------------------ | ----- | ----- | ----- | ----- | ---- | ---- | ---- | -------- |
| Albergaria-a-Velha | 36,08 | 18,25 | 17,11 | 10,06 | 5,35 | 1,83 | 0,93 | 2 356    |
| Alquerubim         | 41,96 | 25,71 | 13,25 | 7,57  | 3,00 | 0,47 | 1,10 | 634      |
| Angeja             | 33,49 | 24,58 | 14,94 | 7,83  | 8,92 | 1,69 | 1,33 | 830      |
| Branca             | 43,01 | 17,74 | 13,32 | 8,51  | 4,29 | 0,73 | 1,06 | 1 516    |
| Frossos            | 33,65 | 25,79 | 17,61 | 4,40  | 5,03 | 0    | 1,89 | 318      |
| Ribeira de Fráguas | 32,70 | 23,65 | 18,41 | 7,46  | 2,86 | 1,90 | 0,63 | 630      |
| São João de Loure  | 46,30 | 13,39 | 18,66 | 9,26  | 2,56 | 0,43 | 1,14 | 702      |
| Valmaior           | 38,08 | 21,27 | 12,86 | 8,75  | 6,52 | 1,54 | 1,03 | 583      |
| Albergaria-a-Velha | 38,39 | 20,02 | 15,74 | 8,67  | 4,94 | 1,26 | 1,06 | 7 569    |

### Anadia
| Partido                 | Partido                        | Votos  | %               | +/-   |
| ----------------------- | ------------------------------ | ------ | --------------- | ----- |
|                         | Partido Social Democrata       | 4 676  | 45,00 / 100,00  | -     |
|                         | Partido Socialista             | 1 983  | 19,08 / 100,00  | 13,49 |
|                         | Partido Popular                | 1 125  | 10,83 / 100,00  | -     |
|                         | Bloco de Esquerda              | 840    | 8,08 / 100,00   | 4,46  |
|                         | Coligação Democrática Unitária | 480    | 4,62 / 100,00   | 2,42  |
|                         | Movimento Esperança Portugal   | 117    | 1,13 / 100,00   | Novo  |
|                         | Outros                         | 318    | 3,06 / 100,00   |       |
| Votos Inválidos         | Votos Inválidos                | 852    | 8,20 / 100,00   | 2,77  |
| Total                   | Total                          | 10 391 | 100,00 / 100,00 |       |
| Eleitorado/Participação | Eleitorado/Participação        | 29 570 | 35,14 / 100,00  | 0,30  |

| Freguesia              | %     | %     | %     | %     | %    | %    | Votantes |
| Freguesia              | PSD   | PS    | PP    | BE    | CDU  | MEP  | Votantes |
| ---------------------- | ----- | ----- | ----- | ----- | ---- | ---- | -------- |
| Aguim                  | 44,12 | 25,66 | 8,15  | 13,19 | 1,20 | 0,96 | 417      |
| Amoreira da Gândara    | 41,21 | 18,83 | 16,11 | 6,07  | 3,35 | 1,05 | 478      |
| Ancas                  | 45,30 | 18,47 | 10,80 | 6,27  | 3,14 | 1,39 | 287      |
| Arcos                  | 36,25 | 21,89 | 10,86 | 10,97 | 7,24 | 1,34 | 1 713    |
| Avelãs de Caminho      | 41,61 | 23,71 | 14,32 | 6,49  | 3,13 | 0,45 | 447      |
| Avelãs de Cima         | 56,04 | 11,13 | 13,43 | 4,75  | 2,58 | 0,68 | 737      |
| Mogofores              | 36,06 | 27,88 | 12,50 | 8,17  | 3,61 | 2,16 | 416      |
| Moita                  | 47,30 | 18,01 | 9,93  | 8,95  | 3,55 | 1,10 | 816      |
| Óis do Bairro          | 47,45 | 21,94 | 9,69  | 8,67  | 1,53 | 2,04 | 196      |
| Paredes do Bairro      | 61,78 | 9,33  | 9,11  | 5,56  | 2,44 | 0,44 | 450      |
| Sangalhos              | 39,78 | 16,51 | 10,37 | 9,23  | 9,68 | 1,64 | 1 581    |
| São Lourenço do Bairro | 45,06 | 22,00 | 10,67 | 7,64  | 3,03 | 1,05 | 759      |
| Tamengos               | 43,21 | 21,07 | 11,07 | 9,82  | 2,14 | 1,61 | 560      |
| Vila Nova de Monsarros | 43,74 | 26,49 | 4,93  | 7,39  | 5,95 | 0,41 | 487      |
| Vilarinho do Bairro    | 58,45 | 14,04 | 10,51 | 4,01  | 1,72 | 0,48 | 1 047    |
| Anadia                 | 45,00 | 19,08 | 10,83 | 8,08  | 4,62 | 1,13 | 10 391   |

### Arouca
| Partido                 | Partido                        | Votos  | %               | +/-   |
| ----------------------- | ------------------------------ | ------ | --------------- | ----- |
|                         | Partido Social Democrata       | 3 705  | 46,17 / 100,00  | -     |
|                         | Partido Socialista             | 1 549  | 19,30 / 100,00  | 14,55 |
|                         | Partido Popular                | 1 046  | 13,03 / 100,00  | -     |
|                         | Bloco de Esquerda              | 464    | 5,78 / 100,00   | 3,34  |
|                         | Movimento Mérito e Sociedade   | 329    | 4,10 / 100,00   | Novo  |
|                         | Coligação Democrática Unitária | 261    | 3,25 / 100,00   | 1,34  |
|                         | Outros                         | 235    | 2,93 / 100,00   |       |
| Votos Inválidos         | Votos Inválidos                | 436    | 5,43 / 100,00   | 1,63  |
| Total                   | Total                          | 8 025  | 100,00 / 100,00 |       |
| Eleitorado/Participação | Eleitorado/Participação        | 21 816 | 36,78 / 100,00  | 3,79  |

| Freguesia           | %     | %     | %     | %     | %     | %    | Votantes |
| Freguesia           | PSD   | PS    | PP    | BE    | MMS   | CDU  | Votantes |
| ------------------- | ----- | ----- | ----- | ----- | ----- | ---- | -------- |
| Albergaria da Serra | 37,50 | 40,00 | 5,00  | 2,50  | 0     | 0    | 40       |
| Alvarenga           | 46,41 | 23,97 | 11,98 | 3,70  | 0,87  | 3,49 | 459      |
| Arouca              | 39,20 | 24,43 | 10,67 | 9,21  | 2,64  | 2,64 | 1 097    |
| Burgo               | 43,25 | 20,33 | 15,28 | 6,82  | 2,46  | 2,86 | 733      |
| Cabreiros           | 47,37 | 28,07 | 3,51  | 5,26  | 1,75  | 1,75 | 57       |
| Canelas             | 51,43 | 18,78 | 14,29 | 3,67  | 0,41  | 5,31 | 245      |
| Chave               | 35,85 | 19,25 | 15,09 | 9,43  | 6,42  | 5,47 | 530      |
| Covelo de Paivó     | 47,37 | 23,68 | 5,26  | 13,16 | 2,63  | 0    | 38       |
| Escariz             | 44,18 | 14,32 | 12,32 | 5,09  | 16,47 | 2,41 | 747      |
| Espiunca            | 57,69 | 18,59 | 11,54 | 1,28  | 0,64  | 3,21 | 156      |
| Fermedo             | 41,95 | 22,61 | 14,37 | 3,26  | 7,47  | 3,64 | 522      |
| Janarde             | 64,58 | 22,92 | 4,17  | 2,08  | 0     | 2,08 | 48       |
| Mansores            | 54,15 | 13,47 | 15,47 | 4,87  | 3,72  | 1,72 | 349      |
| Moldes              | 44,47 | 23,04 | 11,29 | 4,61  | 1,61  | 4,84 | 434      |
| Rossas              | 53,95 | 11,47 | 16,92 | 4,70  | 0,56  | 3,76 | 532      |
| Santa Eulália       | 47,03 | 17,07 | 13,15 | 6,45  | 2,78  | 4,05 | 791      |
| São Miguel do Mato  | 55,29 | 15,29 | 17,25 | 3,14  | 2,35  | 2,75 | 255      |
| Tropeço             | 56,07 | 14,73 | 12,40 | 5,68  | 2,33  | 1,81 | 387      |
| Urrô                | 49,72 | 19,27 | 10,61 | 5,59  | 1,96  | 2,79 | 358      |
| Várzea              | 49,39 | 24,29 | 10,93 | 2,83  | 2,43  | 2,43 | 247      |
| Arouca              | 46,17 | 19,30 | 13,03 | 5,78  | 4,10  | 3,25 | 8 025    |

### Aveiro
| Partido                 | Partido                        | Votos  | %               | +/-   |
| ----------------------- | ------------------------------ | ------ | --------------- | ----- |
|                         | Partido Social Democrata       | 8 910  | 34,37 / 100,00  | -     |
|                         | Partido Socialista             | 5 045  | 19,46 / 100,00  | 19,35 |
|                         | Bloco de Esquerda              | 3 369  | 13,00 / 100,00  | 6,92  |
|                         | Partido Popular                | 3 362  | 12,97 / 100,00  | -     |
|                         | Coligação Democrática Unitária | 1 470  | 5,67 / 100,00   | 1,59  |
|                         | Movimento Esperança Portugal   | 669    | 2,58 / 100,00   | Novo  |
|                         | Movimento Mérito e Sociedade   | 277    | 1,07 / 100,00   | Novo  |
|                         | Outros                         | 670    | 2,58 / 100,00   |       |
| Votos Inválidos         | Votos Inválidos                | 2 153  | 8,31 / 100,00   | 3,63  |
| Total                   | Total                          | 25 925 | 100,00 / 100,00 |       |
| Eleitorado/Participação | Eleitorado/Participação        | 67 588 | 38,36 / 100,00  | 1,05  |

| Freguesia               | %     | %     | %     | %     | %    | %    | %    | Votantes |
| Freguesia               | PSD   | PS    | BE    | PP    | CDU  | MEP  | MMS  | Votantes |
| ----------------------- | ----- | ----- | ----- | ----- | ---- | ---- | ---- | -------- |
| Aradas                  | 38,19 | 19,02 | 11,08 | 14,01 | 4,01 | 2,02 | 0,75 | 2 519    |
| Cacia                   | 30,73 | 23,85 | 13,10 | 9,30  | 7,36 | 1,54 | 1,06 | 2 268    |
| Eirol                   | 34,57 | 17,14 | 4,00  | 19,71 | 3,71 | 3,71 | 0    | 350      |
| Eixo                    | 29,92 | 19,22 | 14,16 | 13,70 | 7,51 | 2,13 | 1,40 | 1 504    |
| Esgueira                | 27,29 | 22,10 | 15,67 | 10,94 | 7,16 | 3,06 | 1,29 | 4 122    |
| Glória                  | 31,13 | 19,97 | 15,24 | 12,86 | 5,87 | 4,07 | 0,86 | 3 951    |
| Nariz                   | 47,70 | 9,00  | 6,49  | 17,78 | 1,88 | 2,09 | 1,26 | 478      |
| Nossa Senhora de Fátima | 47,05 | 11,32 | 6,38  | 21,69 | 1,75 | 0,64 | 0,80 | 627      |
| Oliveirinha             | 48,24 | 14,04 | 8,19  | 13,60 | 2,64 | 1,39 | 1,32 | 1 588    |
| Requeixo                | 54,82 | 9,65  | 5,18  | 18,35 | 5,41 | 0,47 | 0,47 | 425      |
| Santa Joana             | 41,34 | 16,88 | 11,02 | 12,45 | 5,75 | 1,39 | 1,54 | 2 731    |
| São Bernardo            | 34,49 | 16,78 | 13,44 | 15,54 | 4,15 | 3,03 | 0,93 | 1 615    |
| São Jacinto             | 23,49 | 34,56 | 12,42 | 11,74 | 4,07 | 2,01 | 0,67 | 298      |
| Vera Cruz               | 30,36 | 22,12 | 15,66 | 12,26 | 6,55 | 3,48 | 0,96 | 3 449    |
| Aveiro                  | 34,37 | 19,46 | 13,00 | 12,97 | 5,67 | 2,58 | 1,07 | 25 925   |

### Castelo de Paiva
| Partido                 | Partido                        | Votos  | %               | +/-   |
| ----------------------- | ------------------------------ | ------ | --------------- | ----- |
|                         | Partido Social Democrata       | 2 043  | 43,32 / 100,00  | -     |
|                         | Partido Socialista             | 1 465  | 31,06 / 100,00  | 25,31 |
|                         | Bloco de Esquerda              | 330    | 7,00 / 100,00   | 5,09  |
|                         | Partido Popular                | 252    | 5,34 / 100,00   | -     |
|                         | Coligação Democrática Unitária | 163    | 3,46 / 100,00   | 1,47  |
|                         | PCTP/MRPP                      | 53     | 1,12 / 100,00   | 0,53  |
|                         | Outros                         | 139    | 2,94 / 100,00   |       |
| Votos Inválidos         | Votos Inválidos                | 271    | 5,75 / 100,00   | 1,83  |
| Total                   | Total                          | 4 716  | 100,00 / 100,00 |       |
| Eleitorado/Participação | Eleitorado/Participação        | 15 120 | 31,19 / 100,00  | 2,41  |

| Freguesia                | %     | %     | %     | %    | %    | %    | Votantes |
| Freguesia                | PSD   | PS    | BE    | PP   | CDU  | PCTP | Votantes |
| ------------------------ | ----- | ----- | ----- | ---- | ---- | ---- | -------- |
| Bairros                  | 48,33 | 30,00 | 3,96  | 3,75 | 2,92 | 0,42 | 480      |
| Fornos                   | 36,41 | 40,32 | 5,76  | 5,07 | 3,00 | 1,38 | 434      |
| Paraíso                  | 45,57 | 25,63 | 3,16  | 6,96 | 3,16 | 2,22 | 316      |
| Pedorido                 | 33,02 | 44,34 | 6,60  | 3,14 | 5,35 | 0,63 | 318      |
| Raiva                    | 26,68 | 38,04 | 14,29 | 4,99 | 5,34 | 1,38 | 581      |
| Real                     | 37,46 | 38,04 | 8,07  | 4,32 | 2,31 | 0,86 | 347      |
| Santa Maria de Sardoura  | 54,01 | 25,61 | 4,20  | 5,48 | 3,06 | 0,89 | 785      |
| São Martinho de Sardoura | 55,72 | 22,56 | 4,38  | 5,56 | 3,03 | 1,18 | 594      |
| Sobrado                  | 42,28 | 27,41 | 9,87  | 6,97 | 3,25 | 1,28 | 861      |
| Castelo de Paiva         | 43,32 | 31,06 | 7,00  | 5,34 | 3,46 | 1,12 | 4 716    |

### Espinho
| Partido                 | Partido                        | Votos  | %               | +/-   |
| ----------------------- | ------------------------------ | ------ | --------------- | ----- |
|                         | Partido Social Democrata       | 4 547  | 31,12 / 100,00  | -     |
|                         | Partido Socialista             | 3 882  | 26,57 / 100,00  | 20,02 |
|                         | Coligação Democrática Unitária | 1 648  | 11,28 / 100,00  | 3,51  |
|                         | Bloco de Esquerda              | 1 473  | 10,08 / 100,00  | 6,09  |
|                         | Partido Popular                | 1 174  | 8,04 / 100,00   | -     |
|                         | PCTP/MRPP                      | 217    | 1,49 / 100,00   | 0,01  |
|                         | Outros                         | 505    | 3,46 / 100,00   |       |
| Votos Inválidos         | Votos Inválidos                | 1 165  | 7,97 / 100,00   | 3,50  |
| Total                   | Total                          | 14 611 | 100,00 / 100,00 |       |
| Eleitorado/Participação | Eleitorado/Participação        | 31 963 | 45,71 / 100,00  | 2,46  |

| Freguesia | %     | %     | %     | %     | %     | %    | Votantes |
| Freguesia | PSD   | PS    | CDU   | BE    | PP    | PCTP | Votantes |
| --------- | ----- | ----- | ----- | ----- | ----- | ---- | -------- |
| Anta      | 28,58 | 25,64 | 11,79 | 10,79 | 7,00  | 1,98 | 4 485    |
| Espinho   | 38,77 | 21,32 | 8,52  | 10,99 | 10,38 | 0,55 | 5 306    |
| Guetim    | 38,57 | 24,15 | 9,40  | 8,27  | 6,32  | 1,94 | 617      |
| Paramos   | 26,57 | 28,95 | 13,15 | 9,37  | 8,60  | 1,82 | 1 430    |
| Silvalde  | 21,28 | 37,43 | 15,18 | 7,97  | 5,30  | 2,20 | 2 773    |
| Espinho   | 31,12 | 26,57 | 11,28 | 10,08 | 8,04  | 1,49 | 14 611   |

### Estarreja
| Partido                 | Partido                        | Votos  | %               | +/-   |
| ----------------------- | ------------------------------ | ------ | --------------- | ----- |
|                         | Partido Social Democrata       | 3 348  | 40,32 / 100,00  | -     |
|                         | Partido Socialista             | 1 712  | 20,62 / 100,00  | 17,26 |
|                         | Partido Popular                | 878    | 10,57 / 100,00  | -     |
|                         | Bloco de Esquerda              | 764    | 9,20 / 100,00   | 5,49  |
|                         | Coligação Democrática Unitária | 558    | 6,72 / 100,00   | 1,88  |
|                         | Movimento Esperança Portugal   | 138    | 1,66 / 100,00   | Novo  |
|                         | PCTP/MRPP                      | 94     | 1,13 / 100,00   | 0,38  |
|                         | Outros                         | 219    | 2,63 / 100,00   |       |
| Votos Inválidos         | Votos Inválidos                | 593    | 7,14 / 100,00   | 2,62  |
| Total                   | Total                          | 8 304  | 100,00 / 100,00 |       |
| Eleitorado/Participação | Eleitorado/Participação        | 25 527 | 32,53 / 100,00  | 4,52  |

| Freguesia | %     | %     | %     | %     | %    | %    | %    | Votantes |
| Freguesia | PSD   | PS    | PP    | BE    | CDU  | MEP  | PCTP | Votantes |
| --------- | ----- | ----- | ----- | ----- | ---- | ---- | ---- | -------- |
| Avanca    | 37,19 | 21,75 | 10,29 | 9,42  | 5,86 | 1,78 | 1,32 | 1 963    |
| Beduído   | 35,61 | 24,20 | 8,41  | 10,69 | 8,69 | 2,39 | 1,12 | 2 508    |
| Canelas   | 43,17 | 13,47 | 14,26 | 9,90  | 6,34 | 1,58 | 0,79 | 505      |
| Fermelã   | 38,90 | 23,49 | 12,11 | 8,62  | 6,79 | 1,10 | 0,55 | 545      |
| Pardilhó  | 40,79 | 19,67 | 9,79  | 9,98  | 7,85 | 1,26 | 0,87 | 1 032    |
| Salreu    | 49,60 | 16,34 | 13,59 | 6,96  | 3,32 | 1,05 | 0,81 | 1 236    |
| Veiros    | 50,68 | 14,95 | 11,26 | 4,85  | 6,60 | 0,58 | 2,72 | 515      |
| Estarreja | 40,32 | 20,62 | 10,57 | 9,20  | 6,72 | 1,66 | 1,13 | 8 304    |

### Ílhavo
| Partido                 | Partido                        | Votos  | %               | +/-   |
| ----------------------- | ------------------------------ | ------ | --------------- | ----- |
|                         | Partido Social Democrata       | 4 057  | 38,35 / 100,00  | -     |
|                         | Partido Socialista             | 2 063  | 19,50 / 100,00  | 16,57 |
|                         | Bloco de Esquerda              | 1 249  | 11,81 / 100,00  | 6,70  |
|                         | Partido Popular                | 1 171  | 11,07 / 100,00  | -     |
|                         | Coligação Democrática Unitária | 589    | 5,57 / 100,00   | 1,40  |
|                         | Movimento Esperança Portugal   | 206    | 1,95 / 100,00   | Novo  |
|                         | Movimento Mérito e Sociedade   | 112    | 1,06 / 100,00   | Novo  |
|                         | PCTP/MRPP                      | 111    | 1,05 / 100,00   | 0,27  |
|                         | Outros                         | 200    | 1,88 / 100,00   |       |
| Votos Inválidos         | Votos Inválidos                | 821    | 7,76 / 100,00   | 2,69  |
| Total                   | Total                          | 10 579 | 100,00 / 100,00 |       |
| Eleitorado/Participação | Eleitorado/Participação        | 34 372 | 30,78 / 100,00  | 3,37  |

| Freguesia             | %     | %     | %     | %     | %    | %    | %    | %    | Votantes |
| Freguesia             | PSD   | PS    | BE    | PP    | CDU  | MEP  | MMS  | PCTP | Votantes |
| --------------------- | ----- | ----- | ----- | ----- | ---- | ---- | ---- | ---- | -------- |
| Gafanha da Encarnação | 44,62 | 14,99 | 8,55  | 12,79 | 5,42 | 1,78 | 1,10 | 1,35 | 1 181    |
| Gafanha da Nazaré     | 36,22 | 19,44 | 12,70 | 11,45 | 5,36 | 1,94 | 1,09 | 1,07 | 4 219    |
| Gafanha do Carmo      | 44,10 | 22,05 | 5,90  | 12,01 | 2,40 | 0,87 | 1,09 | 1,09 | 458      |
| Ílhavo (São Salvador) | 38,13 | 20,44 | 12,39 | 10,21 | 6,10 | 2,10 | 1,02 | 0,95 | 4 721    |
| Ílhavo                | 38,35 | 19,50 | 11,81 | 11,07 | 5,57 | 1,95 | 1,06 | 1,05 | 10 579   |

### Mealhada
| Partido                 | Partido                        | Votos  | %               | +/-   |
| ----------------------- | ------------------------------ | ------ | --------------- | ----- |
|                         | Partido Socialista             | 2 005  | 33,44 / 100,00  | 21,38 |
|                         | Partido Social Democrata       | 1 703  | 28,41 / 100,00  | -     |
|                         | Bloco de Esquerda              | 725    | 12,09 / 100,00  | 7,45  |
|                         | Partido Popular                | 463    | 7,72 / 100,00   | -     |
|                         | Coligação Democrática Unitária | 355    | 5,92 / 100,00   | 0,53  |
|                         | Outros                         | 222    | 3,71 / 100,00   |       |
| Votos Inválidos         | Votos Inválidos                | 522    | 8,71 / 100,00   | 4,47  |
| Total                   | Total                          | 5 995  | 100,00 / 100,00 |       |
| Eleitorado/Participação | Eleitorado/Participação        | 18 883 | 31,75 / 100,00  | 1,22  |

| Freguesia         | %     | %     | %     | %     | %    | Votantes |
| Freguesia         | PS    | PSD   | BE    | CDU   | PP   | Votantes |
| ----------------- | ----- | ----- | ----- | ----- | ---- | -------- |
| Antes             | 32,56 | 41,57 | 7,56  | 2,33  | 7,27 | 344      |
| Barcouço          | 38,68 | 24,22 | 10,63 | 11,32 | 5,05 | 574      |
| Casal Comba       | 38,68 | 25,67 | 11,66 | 5,49  | 5,49 | 892      |
| Luso              | 34,72 | 24,91 | 14,76 | 7,96  | 4,84 | 867      |
| Mealhada          | 27,44 | 30,53 | 13,56 | 7,53  | 7,38 | 1 261    |
| Pampilhosa        | 31,56 | 22,27 | 14,70 | 11,61 | 6,53 | 1 163    |
| Vacariça          | 40,14 | 30,37 | 8,53  | 6,93  | 3,37 | 563      |
| Ventosa do Bairro | 25,98 | 48,64 | 4,83  | 0,91  | 6,65 | 331      |
| Mealhada          | 33,44 | 28,41 | 12,09 | 7,72  | 5,92 | 5 995    |

### Murtosa
| Partido                 | Partido                        | Votos  | %               | +/-   |
| ----------------------- | ------------------------------ | ------ | --------------- | ----- |
|                         | Partido Social Democrata       | 1 557  | 55,71 / 100,00  | -     |
|                         | Partido Socialista             | 379    | 13,56 / 100,00  | 12,78 |
|                         | Partido Popular                | 219    | 7,84 / 100,00   | -     |
|                         | Bloco de Esquerda              | 191    | 6,83 / 100,00   | 4,03  |
|                         | Coligação Democrática Unitária | 125    | 4,47 / 100,00   | 2,18  |
|                         | Movimento Esperança Portugal   | 39     | 1,40 / 100,00   | Novo  |
|                         | Movimento Mérito e Sociedade   | 31     | 1,11 / 100,00   | Novo  |
|                         | PCTP/MRPP                      | 28     | 1,00 / 100,00   | 0,75  |
|                         | Outros                         | 52     | 1,86 / 100,00   |       |
| Votos Inválidos         | Votos Inválidos                | 174    | 6,22 / 100,00   | 1,72  |
| Total                   | Total                          | 2 795  | 100,00 / 100,00 |       |
| Eleitorado/Participação | Eleitorado/Participação        | 10 342 | 27,03 / 100,00  | 1,40  |

| Freguesia | %     | %     | %     | %    | %    | %    | %    | %    | Votantes |
| Freguesia | PSD   | PS    | PP    | BE   | CDU  | MEP  | MMS  | PCTP | Votantes |
| --------- | ----- | ----- | ----- | ---- | ---- | ---- | ---- | ---- | -------- |
| Bunheiro  | 57,49 | 11,59 | 10,19 | 5,39 | 3,75 | 1,05 | 1,29 | 0,94 | 854      |
| Monte     | 51,33 | 15,98 | 7,02  | 9,20 | 5,81 | 0,48 | 0,73 | 1,21 | 413      |
| Murtosa   | 62,14 | 10,82 | 4,86  | 6,18 | 4,42 | 1,99 | 1,43 | 0,55 | 906      |
| Torreira  | 46,78 | 18,65 | 9,49  | 8,20 | 4,66 | 1,61 | 0,64 | 1,61 | 622      |
| Murtosa   | 55,71 | 13,56 | 7,84  | 6,83 | 4,47 | 1,44 | 1,11 | 1,00 | 2 795    |

### Oliveira de Azeméis
| Partido                 | Partido                        | Votos  | %               | +/-   |
| ----------------------- | ------------------------------ | ------ | --------------- | ----- |
|                         | Partido Social Democrata       | 8 893  | 36,93 / 100,00  | -     |
|                         | Partido Socialista             | 6 215  | 25,81 / 100,00  | 19,69 |
|                         | Partido Popular                | 2 748  | 11,41 / 100,00  | -     |
|                         | Bloco de Esquerda              | 2 021  | 8,39 / 100,00   | 5,72  |
|                         | Coligação Democrática Unitária | 1 026  | 4,26 / 100,00   | 1,42  |
|                         | Movimento Mérito e Sociedade   | 502    | 2,08 / 100,00   | Novo  |
|                         | PCTP/MRPP                      | 294    | 1,22 / 100,00   | 0,48  |
|                         | Movimento Esperança Portugal   | 269    | 1,12 / 100,00   | Novo  |
|                         | Outros                         | 395    | 1,64 / 100,00   |       |
| Votos Inválidos         | Votos Inválidos                | 1 715  | 7,12 / 100,00   | 2,75  |
| Total                   | Total                          | 24 078 | 100,00 / 100,00 |       |
| Eleitorado/Participação | Eleitorado/Participação        | 61 728 | 39,01 / 100,00  | 1,14  |

| Freguesia               | %     | %     | %     | %     | %     | %    | %    | %    | Votantes |
| Freguesia               | PSD   | PS    | PP    | BE    | CDU   | MMS  | PCTP | MEP  | Votantes |
| ----------------------- | ----- | ----- | ----- | ----- | ----- | ---- | ---- | ---- | -------- |
| Carregosa               | 37,07 | 19,88 | 13,36 | 7,59  | 3,90  | 4,77 | 1,41 | 1,14 | 1 489    |
| Cesar                   | 33,98 | 26,85 | 10,88 | 7,82  | 4,59  | 3,74 | 1,44 | 1,02 | 1 177    |
| Fajões                  | 42,13 | 19,84 | 10,75 | 8,21  | 4,59  | 3,91 | 1,56 | 1,08 | 1 023    |
| Loureiro                | 55,48 | 15,60 | 11,62 | 3,98  | 2,36  | 1,87 | 0,41 | 0,65 | 1 231    |
| Macieira de Sarnes      | 31,01 | 29,13 | 5,23  | 10,34 | 12,48 | 1,74 | 1,74 | 0,94 | 745      |
| Macinhata da Seixa      | 34,86 | 27,34 | 15,23 | 5,69  | 4,22  | 1,10 | 1,65 | 0,73 | 545      |
| Madail                  | 50,72 | 19,71 | 10,43 | 5,22  | 2,03  | 2,32 | 0,87 | 2,32 | 345      |
| Nogueira do Cravo       | 32,38 | 28,61 | 8,07  | 9,51  | 8,52  | 1,17 | 1,35 | 0,72 | 1 115    |
| Oliveira de Azeméis     | 34,89 | 22,74 | 14,82 | 10,64 | 3,77  | 1,96 | 1,07 | 1,45 | 3 927    |
| Ossela                  | 45,13 | 21,28 | 13,08 | 6,28  | 2,95  | 1,15 | 1,03 | 1,28 | 780      |
| Palmaz                  | 38,00 | 31,43 | 13,43 | 6,57  | 2,71  | 0,71 | 0,71 | 0,57 | 700      |
| Pindelo                 | 35,91 | 25,05 | 8,66  | 8,77  | 4,91  | 2,92 | 1,25 | 1,77 | 958      |
| Pinheiro da Bemposta    | 40,67 | 22,85 | 13,25 | 7,56  | 2,24  | 0,75 | 1,21 | 0,65 | 1 072    |
| Santiago de Riba-Ul     | 32,73 | 28,59 | 10,76 | 8,80  | 5,79  | 1,28 | 1,05 | 0,75 | 1 329    |
| São Martinho da Gândara | 44,43 | 27,79 | 9,31  | 4,98  | 3,41  | 1,57 | 0,92 | 0,92 | 763      |
| São Roque               | 31,66 | 29,54 | 9,16  | 10,94 | 3,69  | 1,90 | 2,18 | 1,79 | 1 791    |
| Travanca                | 40,04 | 22,46 | 17,39 | 6,52  | 2,54  | 0,91 | 1,09 | 0,72 | 552      |
| Ul                      | 42,83 | 25,56 | 13,79 | 5,49  | 2,69  | 1,12 | 1,01 | 0,45 | 892      |
| Vila de Cucujães        | 31,78 | 33,42 | 8,78  | 9,25  | 4,17  | 2,17 | 1,10 | 1,15 | 3 644    |
| Oliveira de Azeméis     | 36,93 | 25,81 | 11,41 | 8,39  | 4,26  | 2,08 | 1,22 | 1,12 | 24 078   |

### Oliveira do Bairro
| Partido                 | Partido                        | Votos  | %               | +/-  |
| ----------------------- | ------------------------------ | ------ | --------------- | ---- |
|                         | Partido Social Democrata       | 3 589  | 51,06 / 100,00  | -    |
|                         | Partido Popular                | 1 220  | 17,36 / 100,00  | -    |
|                         | Partido Socialista             | 778    | 11,07 / 100,00  | 8,21 |
|                         | Bloco de Esquerda              | 405    | 5,76 / 100,00   | 3,83 |
|                         | Coligação Democrática Unitária | 243    | 3,46 / 100,00   | 0,79 |
|                         | Movimento Esperança Portugal   | 91     | 1,29 / 100,00   | Novo |
|                         | Outros                         | 188    | 2,68 / 100,00   |      |
| Votos Inválidos         | Votos Inválidos                | 515    | 7,33 / 100,00   | 2,01 |
| Total                   | Total                          | 7 029  | 100,00 / 100,00 |      |
| Eleitorado/Participação | Eleitorado/Participação        | 20 210 | 34,78 / 100,00  | 0,02 |

| Freguesia          | %     | %     | %     | %    | %    | %    | Votantes |
| Freguesia          | PSD   | PP    | PS    | BE   | CDU  | MEP  | Votantes |
| ------------------ | ----- | ----- | ----- | ---- | ---- | ---- | -------- |
| Bustos             | 48,13 | 22,68 | 10,62 | 4,70 | 3,02 | 0,72 | 829      |
| Mamarrosa          | 55,26 | 17,83 | 11,23 | 3,74 | 3,03 | 0,71 | 561      |
| Oiã                | 49,95 | 16,59 | 11,94 | 6,63 | 2,82 | 1,22 | 2 128    |
| Oliveira do Bairro | 49,05 | 14,64 | 12,00 | 8,02 | 4,84 | 2,08 | 1 633    |
| Palhaça            | 59,65 | 13,80 | 9,54  | 4,15 | 1,45 | 1,14 | 964      |
| Troviscal          | 48,25 | 22,65 | 9,30  | 3,61 | 5,25 | 1,09 | 914      |
| Oliveira do Bairro | 51,06 | 17,36 | 11,07 | 5,76 | 3,46 | 1,29 | 7 029    |

### Ovar
| Partido                 | Partido                        | Votos  | %               | +/-   |
| ----------------------- | ------------------------------ | ------ | --------------- | ----- |
|                         | Partido Social Democrata       | 5 389  | 30,47 / 100,00  | -     |
|                         | Partido Socialista             | 4 723  | 26,70 / 100,00  | 21,17 |
|                         | Bloco de Esquerda              | 2 249  | 12,71 / 100,00  | 7,88  |
|                         | Coligação Democrática Unitária | 1 635  | 9,24 / 100,00   | 1,95  |
|                         | Partido Popular                | 1 235  | 6,98 / 100,00   | -     |
|                         | PCTP/MRPP                      | 330    | 1,87 / 100,00   | 0,87  |
|                         | Movimento Mérito e Sociedade   | 210    | 1,19 / 100,00   | Novo  |
|                         | Movimento Esperança Portugal   | 204    | 1,15 / 100,00   | Novo  |
|                         | Outros                         | 341    | 1,92 / 100,00   |       |
| Votos Inválidos         | Votos Inválidos                | 1 373  | 7,76 / 100,00   | 2,82  |
| Total                   | Total                          | 17 689 | 100,00 / 100,00 |       |
| Eleitorado/Participação | Eleitorado/Participação        | 48 534 | 36,45 / 100,00  | 1,12  |

| Freguesia                   | %     | %     | %     | %     | %    | %    | %    | %    | Votantes |
| Freguesia                   | PSD   | PS    | BE    | CDU   | PP   | PCTP | MMS  | MEP  | Votantes |
| --------------------------- | ----- | ----- | ----- | ----- | ---- | ---- | ---- | ---- | -------- |
| Arada                       | 40,38 | 22,67 | 9,67  | 4,79  | 7,41 | 2,62 | 0,90 | 1,17 | 1 107    |
| Cortegaça                   | 30,04 | 34,01 | 10,08 | 5,49  | 7,65 | 1,53 | 0,83 | 1,11 | 1 438    |
| Esmoriz                     | 30,97 | 27,84 | 11,11 | 7,35  | 7,98 | 1,32 | 1,43 | 0,96 | 3 646    |
| Maceda                      | 29,87 | 31,43 | 8,64  | 10,02 | 5,33 | 1,38 | 1,29 | 0,74 | 1 088    |
| Ovar                        | 26,25 | 23,39 | 17,01 | 12,73 | 6,55 | 2,49 | 1,19 | 1,30 | 5 867    |
| São João de Ovar            | 27,64 | 27,83 | 13,39 | 10,38 | 7,51 | 1,82 | 0,67 | 1,58 | 2 091    |
| São Vicente de Pereira Jusã | 37,15 | 30,63 | 7,06  | 6,13  | 7,59 | 1,20 | 1,86 | 1,46 | 751      |
| Válega                      | 38,74 | 25,98 | 9,82  | 6,82  | 5,64 | 1,35 | 1,41 | 0,71 | 1 701    |
| Ovar                        | 30,47 | 26,70 | 12,71 | 9,24  | 6,98 | 1,87 | 1,19 | 1,15 | 17 689   |

### Santa Maria da Feira
| Partido                 | Partido                        | Votos   | %               | +/-   |
| ----------------------- | ------------------------------ | ------- | --------------- | ----- |
|                         | Partido Social Democrata       | 16 337  | 34,45 / 100,00  | -     |
|                         | Partido Socialista             | 14 025  | 29,58 / 100,00  | 21,41 |
|                         | Bloco de Esquerda              | 4 782   | 10,09 / 100,00  | 7,34  |
|                         | Partido Popular                | 3 878   | 8,18 / 100,00   | -     |
|                         | Coligação Democrática Unitária | 2 530   | 5,34 / 100,00   | 1,74  |
|                         | PCTP/MRPP                      | 674     | 1,42 / 100,00   | 0,68  |
|                         | Movimento Mérito e Sociedade   | 613     | 1,29 / 100,00   | Novo  |
|                         | Movimento Esperança Portugal   | 478     | 1,01 / 100,00   | Novo  |
|                         | Outros                         | 839     | 1,76 / 100,00   |       |
| Votos Inválidos         | Votos Inválidos                | 3 260   | 6,87 / 100,00   | 2,94  |
| Total                   | Total                          | 47 416  | 100,00 / 100,00 |       |
| Eleitorado/Participação | Eleitorado/Participação        | 123 004 | 38,55 / 100,00  | 1,57  |

| Freguesia             | %     | %     | %     | %     | %     | %    | %    | %    | Votantes |
| Freguesia             | PSD   | PS    | BE    | CDS   | CDU   | PCTP | MMS  | MEP  | Votantes |
| --------------------- | ----- | ----- | ----- | ----- | ----- | ---- | ---- | ---- | -------- |
| Argoncilhe            | 37,99 | 29,36 | 8,82  | 9,20  | 4,01  | 1,31 | 1,34 | 0,16 | 3 140    |
| Arrifana              | 30,27 | 36,64 | 10,47 | 6,96  | 4,42  | 0,91 | 1,64 | 0,36 | 2 197    |
| Caldas de São Jorge   | 29,28 | 32,83 | 9,64  | 9,45  | 5,05  | 0,56 | 1,50 | 1,31 | 1 069    |
| Canedo                | 47,05 | 23,21 | 6,98  | 7,55  | 4,12  | 1,40 | 1,01 | 1,40 | 1 577    |
| Escapães              | 34,63 | 27,31 | 11,80 | 9,04  | 4,19  | 1,52 | 1,33 | 1,24 | 1 051    |
| Espargo               | 36,38 | 24,31 | 12,76 | 7,07  | 5,52  | 2,24 | 1,21 | 0,34 | 580      |
| Feira                 | 33,92 | 26,41 | 13,30 | 8,26  | 5,09  | 1,36 | 1,57 | 1,79 | 3 753    |
| Fiães                 | 26,87 | 32,95 | 10,25 | 7,78  | 7,84  | 1,67 | 1,06 | 1,90 | 3 111    |
| Fornos                | 35,62 | 26,98 | 10,64 | 8,22  | 6,95  | 1,37 | 1,05 | 0,63 | 949      |
| Gião                  | 48,10 | 20,80 | 4,52  | 12,84 | 3,07  | 0,72 | 1,45 | 0,90 | 553      |
| Guisande              | 46,83 | 23,13 | 5,22  | 10,63 | 3,36  | 1,12 | 0,93 | 0,56 | 536      |
| Lobão                 | 42,37 | 27,29 | 10,11 | 8,78  | 2,35  | 1,08 | 0,83 | 0,70 | 1 572    |
| Louredo               | 55,17 | 18,71 | 5,07  | 9,36  | 2,73  | 0,58 | 1,17 | 0,58 | 513      |
| Lourosa               | 32,98 | 32,80 | 10,96 | 7,54  | 4,23  | 1,31 | 0,93 | 0,96 | 3 448    |
| Milheirós de Poiares  | 31,51 | 33,51 | 8,33  | 6,16  | 5,38  | 1,04 | 1,39 | 0,95 | 1 152    |
| Mosteirô              | 27,87 | 34,71 | 12,58 | 6,69  | 5,57  | 1,91 | 0,64 | 0,80 | 628      |
| Mozelos               | 28,69 | 32,79 | 11,79 | 7,23  | 6,03  | 1,62 | 0,93 | 1,31 | 2 586    |
| Nogueira da Regedoura | 35,11 | 30,21 | 10,07 | 6,95  | 5,17  | 1,67 | 0,97 | 1,35 | 1 857    |
| Paços de Brandão      | 39,61 | 21,48 | 9,82  | 11,80 | 4,44  | 1,42 | 1,09 | 0,85 | 2 118    |
| Pigeiros              | 30,34 | 33,25 | 6,80  | 11,17 | 8,01  | 1,70 | 1,21 | 1,21 | 412      |
| Rio Meão              | 34,09 | 29,88 | 8,32  | 9,84  | 5,16  | 1,87 | 1,00 | 0,76 | 1 707    |
| Romariz               | 37,78 | 30,24 | 5,72  | 9,53  | 2,17  | 1,30 | 5,89 | 0,43 | 1 154    |
| Sanfins               | 31,77 | 33,78 | 9,87  | 7,19  | 3,51  | 1,00 | 1,17 | 0,84 | 598      |
| Sanguedo              | 38,88 | 25,33 | 9,70  | 9,53  | 4,43  | 1,59 | 0,75 | 0,84 | 1 196    |
| Santa Maria de Lamas  | 34,22 | 31,75 | 9,87  | 8,61  | 4,89  | 1,26 | 0,70 | 0,65 | 2 148    |
| São João de Ver       | 25,28 | 34,88 | 12,45 | 6,12  | 7,01  | 1,37 | 1,70 | 1,15 | 2 698    |
| São Paio de Oleiros   | 26,68 | 28,89 | 10,21 | 5,45  | 16,71 | 2,38 | 1,33 | 0,87 | 1 724    |
| Souto                 | 34,31 | 29,67 | 10,55 | 7,62  | 4,38  | 1,91 | 1,27 | 1,21 | 1 574    |
| Travanca              | 37,44 | 29,32 | 10,68 | 4,66  | 3,91  | 2,41 | 0,90 | 1,05 | 665      |
| Vale                  | 50,17 | 20,00 | 5,08  | 11,53 | 3,05  | 0,85 | 2,37 | 1,36 | 590      |
| Vila Maior            | 47,86 | 20,71 | 9,29  | 9,46  | 3,75  | 0,54 | 0,18 | 0,36 | 560      |
| Santa Maria da Feira  | 34,45 | 29,58 | 10,09 | 8,18  | 5,34  | 1,42 | 1,29 | 1,01 | 47 416   |

### São João da Madeira
| Partido                 | Partido                        | Votos  | %               | +/-   |
| ----------------------- | ------------------------------ | ------ | --------------- | ----- |
|                         | Partido Social Democrata       | 2 451  | 29,64 / 100,00  | -     |
|                         | Partido Socialista             | 2 367  | 28,63 / 100,00  | 21,11 |
|                         | Bloco de Esquerda              | 972    | 11,76 / 100,00  | 7,48  |
|                         | Partido Popular                | 813    | 9,83 / 100,00   | -     |
|                         | Coligação Democrática Unitária | 543    | 6,57 / 100,00   | 0,98  |
|                         | Movimento Mérito e Sociedade   | 132    | 1,60 / 100,00   | Novo  |
|                         | Movimento Esperança Portugal   | 130    | 1,57 / 100,00   | Novo  |
|                         | Outros                         | 245    | 2,96 / 100,00   |       |
| Votos Inválidos         | Votos Inválidos                | 615    | 7,44 / 100,00   | 3,32  |
| Total                   | Total                          | 8 268  | 100,00 / 100,00 |       |
| Eleitorado/Participação | Eleitorado/Participação        | 20 368 | 40,59 / 100,00  | 2,90  |

| Freguesia           | %     | %     | %     | %    | %    | %    | %    | Votantes |
| Freguesia           | PSD   | PS    | BE    | PP   | CDU  | MMS  | MEP  | Votantes |
| ------------------- | ----- | ----- | ----- | ---- | ---- | ---- | ---- | -------- |
| São João da Madeira | 29,64 | 28,63 | 11,76 | 9,83 | 6,57 | 1,60 | 1,57 | 8 268    |
| São João da Madeira | 29,64 | 28,63 | 11,76 | 9,83 | 6,57 | 1,60 | 1,57 | 8 268    |

### Sever do Vouga
| Partido                 | Partido                        | Votos  | %               | +/-   |
| ----------------------- | ------------------------------ | ------ | --------------- | ----- |
|                         | Partido Social Democrata       | 2 423  | 48,93 / 100,00  | -     |
|                         | Partido Socialista             | 819    | 16,54 / 100,00  | 12,44 |
|                         | Partido Popular                | 609    | 12,30 / 100,00  | -     |
|                         | Bloco de Esquerda              | 304    | 6,14 / 100,00   | 3,59  |
|                         | Coligação Democrática Unitária | 172    | 3,47 / 100,00   | 1,51  |
|                         | Movimento Mérito e Sociedade   | 57     | 1,15 / 100,00   | Novo  |
|                         | Outros                         | 149    | 3,00 / 100,00   |       |
| Votos Inválidos         | Votos Inválidos                | 419    | 8,46 / 100,00   | 3,25  |
| Total                   | Total                          | 4 952  | 100,00 / 100,00 |       |
| Eleitorado/Participação | Eleitorado/Participação        | 12 328 | 40,17 / 100,00  | 1,20  |

| Freguesia            | %     | %     | %     | %    | %    | %    | Votantes |
| Freguesia            | PSD   | PS    | PP    | BE   | CDU  | MMS  | Votantes |
| -------------------- | ----- | ----- | ----- | ---- | ---- | ---- | -------- |
| Cedrim               | 48,42 | 9,74  | 20,79 | 5,53 | 6,32 | 1,05 | 380      |
| Couto de Esteves     | 58,52 | 14,85 | 8,73  | 4,37 | 1,53 | 1,31 | 458      |
| Dornelas             | 43,50 | 16,31 | 16,31 | 4,53 | 3,02 | 0,91 | 331      |
| Paradela             | 54,11 | 11,30 | 10,62 | 7,53 | 2,40 | 1,37 | 292      |
| Pessegueiro do Vouga | 48,71 | 12,00 | 15,14 | 6,00 | 2,57 | 1,43 | 700      |
| Rocas do Vouga       | 46,31 | 23,08 | 8,33  | 5,13 | 4,81 | 0,48 | 624      |
| Sever do Vouga       | 49,10 | 14,13 | 12,93 | 8,32 | 2,81 | 2,10 | 998      |
| Silva Escura         | 45,51 | 19,97 | 10,53 | 6,50 | 4,80 | 0,46 | 646      |
| Talhadas             | 48,76 | 24,67 | 9,56  | 5,16 | 3,25 | 0,57 | 523      |
| Sever do Vouga       | 48,93 | 16,54 | 12,30 | 6,14 | 3,47 | 1,15 | 4 952    |

### Vagos
| Partido                 | Partido                        | Votos  | %               | +/-     |
| ----------------------- | ------------------------------ | ------ | --------------- | ------- |
|                         | Partido Social Democrata       | 3 895  | 57,21 / 100,00  | -       |
|                         | Partido Popular                | 1 046  | 15,36 / 100,00  | -       |
|                         | Partido Socialista             | 596    | 8,75 / 100,00   | 7,89    |
|                         | Bloco de Esquerda              | 365    | 5,36 / 100,00   | 2,87    |
|                         | Coligação Democrática Unitária | 144    | 2,12 / 100,00   | 0,64    |
|                         | Movimento Esperança Portugal   | 96     | 1,41 / 100,00   | Novo    |
|                         | Movimento Mérito e Sociedade   | 72     | 1,06 / 100,00   | Novo    |
|                         | Outros                         | 129    | 1,89 / 100,00   |         |
| Votos Inválidos         | Votos Inválidos                | 465    | 6,83 / 100,00   | Aumento |
| Total                   | Total                          | 6 808  | 100,00 / 100,00 |         |
| Eleitorado/Participação | Eleitorado/Participação        | 21 785 | 31,25 / 100,00  | 1,19    |

| Freguesia              | %     | %     | %     | %     | %    | %    | %    | Votantes |
| Freguesia              | PSD   | PP    | PS    | BE    | CDU  | MEP  | MMS  | Votantes |
| ---------------------- | ----- | ----- | ----- | ----- | ---- | ---- | ---- | -------- |
| Calvão                 | 61,54 | 13,42 | 6,06  | 5,24  | 1,80 | 1,47 | 1,64 | 611      |
| Covão do Lobo          | 73,82 | 6,81  | 5,24  | 3,66  | 1,05 | 1,83 | 0,26 | 382      |
| Fonte de Angeão        | 68,37 | 10,62 | 5,73  | 4,25  | 1,70 | 0,85 | 0,42 | 471      |
| Gafanha da Boa Hora    | 53,50 | 15,35 | 9,03  | 5,19  | 2,71 | 2,26 | 0,90 | 443      |
| Ouca                   | 62,03 | 17,89 | 6,96  | 4,57  | 1,59 | 0,40 | 0,80 | 503      |
| Ponte de Vagos         | 59,84 | 16,89 | 5,74  | 2,13  | 2,79 | 1,15 | 2,13 | 610      |
| Santa Catarina         | 50,96 | 24,24 | 4,96  | 2,75  | 0,83 | 2,48 | 0,28 | 363      |
| Santo André de Vagos   | 68,60 | 16,67 | 3,42  | 3,57  | 2,23 | 0,60 | 0,89 | 672      |
| Santo António de Vagos | 63,14 | 16,04 | 8,70  | 3,92  | 0,68 | 0,85 | 1,19 | 586      |
| Sosa                   | 54,97 | 17,84 | 8,74  | 5,15  | 2,04 | 0,60 | 1,08 | 835      |
| Vagos                  | 39,49 | 13,81 | 17,79 | 10,51 | 3,38 | 2,55 | 1,13 | 1 332    |
| Vagos                  | 57,21 | 15,36 | 8,75  | 5,36  | 2,12 | 1,41 | 1,06 | 6 808    |

### Vale de Cambra
| Partido                 | Partido                        | Votos  | %               | +/-   |
| ----------------------- | ------------------------------ | ------ | --------------- | ----- |
|                         | Partido Social Democrata       | 3 398  | 35,79 / 100,00  | -     |
|                         | Partido Socialista             | 1 993  | 20,99 / 100,00  | 17,98 |
|                         | Partido Popular                | 1 513  | 15,93 / 100,00  | -     |
|                         | Bloco de Esquerda              | 823    | 8,67 / 100,00   | 5,83  |
|                         | Coligação Democrática Unitária | 396    | 4,17 / 100,00   | 1,58  |
|                         | Movimento Mérito e Sociedade   | 236    | 2,49 / 100,00   | Novo  |
|                         | Movimento Esperança Portugal   | 111    | 1,17 / 100,00   | Novo  |
|                         | PCTP/MRPP                      | 101    | 1,06 / 100,00   | 0,27  |
|                         | Outros                         | 172    | 1,82 / 100,00   |       |
| Votos Inválidos         | Votos Inválidos                | 752    | 7,92 / 100,00   | 1,63  |
| Total                   | Total                          | 9 495  | 100,00 / 100,00 |       |
| Eleitorado/Participação | Eleitorado/Participação        | 23 215 | 40,90 / 100,00  | 0,20  |

| Freguesia              | %     | %     | %     | %     | %    | %    | %    | %    | Votantes |
| Freguesia              | PSD   | PS    | PP    | BE    | CDU  | MMS  | MEP  | PCTP | Votantes |
| ---------------------- | ----- | ----- | ----- | ----- | ---- | ---- | ---- | ---- | -------- |
| Arões                  | 37,83 | 12,40 | 32,47 | 3,22  | 2,60 | 1,38 | 1,53 | 0,77 | 653      |
| Cepelos                | 49,26 | 12,73 | 14,88 | 7,60  | 3,64 | 2,15 | 0,50 | 0,66 | 605      |
| Codal                  | 28,45 | 26,39 | 9,07  | 9,48  | 7,01 | 1,24 | 1,44 | 3,09 | 485      |
| Junqueira              | 48,98 | 6,83  | 23,21 | 6,83  | 2,05 | 1,71 | 1,19 | 0,68 | 586      |
| Macieira de Cambra     | 26,66 | 29,61 | 14,49 | 10,61 | 4,76 | 2,23 | 0,83 | 0,83 | 1 932    |
| Roge                   | 33,08 | 29,85 | 14,62 | 7,38  | 2,46 | 2,46 | 1,38 | 0,92 | 650      |
| São Pedro de Castelões | 36,58 | 19,19 | 13,92 | 9,42  | 4,36 | 3,51 | 1,35 | 1,10 | 2 824    |
| Vila Chã               | 38,14 | 21,29 | 14,28 | 9,07  | 4,50 | 1,99 | 1,29 | 1,09 | 1 555    |
| Vila Cova de Perrinho  | 35,12 | 13,66 | 20,00 | 4,88  | 4,88 | 4,39 | 0,49 | 1,46 | 205      |
| Vale de Cambra         | 35,79 | 20,99 | 15,93 | 8,67  | 4,17 | 2,49 | 1,17 | 1,06 | 9 495    |